# Torfowisko Chłopiny
Torfowisko Chłopiny este o arie protejată (sit de importanță comunitară — SCI) din Polonia întinsă pe o suprafață de 473,11 ha, integral pe uscat.

## Localizare
Centrul sitului Torfowisko Chłopiny este situat la coordonatele 52°49′55″N 15°02′36″E / 52.832°N 15.0434°E.

## Înființare
Situl Torfowisko Chłopiny a fost declarat sit de importanță comunitară în aprilie 2004 pentru a proteja 1 specie de plante.

## Biodiversitate
Situată în ecoregiunea continentală, aria protejată conține 5 habitate naturale: Mlaștini turboase de tranziție și turbării mișcătoare, Mlaștini alcaline, Păduri de fag Luzulo-Fagetum, Mlaștini împădurite, Păduri aluvionare cu Alnus glutinosa și Fraxinus excelsior (Alno-Padion, Alnion incanae, Salicion albae).
La baza desemnării sitului se află o specie protejată de  plante: moșișoare (Liparis loeselii).